# لایونز (نبراسکا)
لایونز(به انگلیسی: Lyons) شهری در ایالت نبراسکا کشور ایالات متحده آمریکا است که جمعیت آن در سرشماری سال ۲۰۱۰ میلادی، ۸۵۱ نفر بوده‌است.